# San Nazzaro Mella
San Nazzaro Mella è un comune soppresso della provincia di Brescia, annesso al capoluogo nel 1880.

## Geografia fisica
Il territorio era sostanzialmente pianeggiante. L'area è oggi occupata da alcuni quartieri di Brescia: Chiesanuova, Don Bosco, Folzano, Fornaci, Lamarmora e Villaggio Sereno.

## Origine del nome
Il toponimo deriva dalla Porta di San Nazzaro di Brescia, attuale piazzale della Repubblica, che era orientata a sud-ovest lungo la strada per Orzinuovi e Lodi, che a sua volta prende il nome dalla Collegiata dei Santi Nazaro e Celso. La sede comunale era situata nei pressi del Borghetto detto di San Nazzaro che si trovava appena fuori dalla porta suddetta.
Il toponimo fu modificato con Regio Decreto 23 ottobre 1862, n. 928, aggiungendo un riferimento al fiume Mella.

## Storia
Facente parte dei corpisanti o chiusure di Brescia, fu istituito come comune autonomo nel 1816 con la notifica 12 febbraio del governo del Regno Lombardo-Veneto. Nel 1854 a sud del Borghetto San Nazzaro, dove si trovava la sede comunale, fu aperta la stazione ferroviaria di Brescia della ferrovia Milano-Venezia.
Mantenne l'autonomia con la Legge 23 ottobre 1859 n. 3702 e nel 1866 incorporò il comune di Folzano. Fu soppresso il 30 giugno 1880, in esecuzione del Regio Decreto 10 giugno 1880, n. 5489, e aggregato al comune di Brescia.

## Amministrazione
| Periodo | Periodo | Primo cittadino   | Partito | Carica            | Note   |
| ------- | ------- | ----------------- | ------- | ----------------- | ------ |
| 1860    | 1862    | Clemente di Rosa  |         | Sindaco           | [ 6 ]  |
| 1862    | 1863    | Luigi Pedrotti    |         | Sindaco           | [ 7 ]  |
| 1863    | 1871    | Pietro Pedrotti   |         | Sindaco           | [ 8 ]  |
| 1871    | 1874    | Bortolo Vigliani  |         | Sindaco           | [ 9 ]  |
| 1874    | 1876    | Francesco Gallera |         | Sindaco           | [ 10 ] |
| 1876    | 1878    |                   |         | Assessore anziano | [ 11 ] |
| 1878    | 1880    | Giuseppe Peroni   |         | Sindaco           | [ 12 ] |